# Ladies and Gentlemen We Are Floating in Space
Albums de Spiritualized
Pure Phase
(1995) Royal Albert Hall October 10 1997
(1998)
Singles
1. Electricity
Sortie : 28 juillet 1997
2. I Think I'm in Love
Sortie : 12 janvier 1998
3. Come Together
Sortie : 17 juillet 1998
4. The Abbey Road EP
Sortie : 14 août 1998

Ladies and Gentlemen We Are Floating in Space est le troisième album studio du groupe britannique Spiritualized, sorti le 16 juin 1997.

## L'album

### Titres
Tous les titres sont de Jason Pierce.
1. Ladies and Gentlemen We Are Floating in Space (I Can't Help Falling in Love) (3:40)
2. Come Together (4:40)
3. I Think I'm in Love (8:10)
4. ll of My Thoughts (4:36)
5. Stay with Me (5:08)
6. Electricity (3:45)
7. Home of the Brave (2:35)
8. The Individual (4:02)
9. Broken Heart (6:38)
10. No God Only Religion (4:21)
11. Cool Waves (5:06)
12. Cop Shoot Cop… (17:13)

### Musiciens
- Jason Pierce : voix, guitares, , hammered dulcimer, piano, autoharpe
- Kate Radley : orgues, piano, synthétiseurs, voix
- Sean Cook : basse, harmonica
- Damon Reece : batterie, percussions, timbales, cloches, timbales
- John Coxon : guitares, melodica, synthétiseur
- Ed Coxon : violon
- B.J. Cole : pedal steel guitar
- Angel Corpus Christi : accordéon
- Andy Davis : orgue Hammond
- Dr. John : piano, voix
- Simon Clarke : flute, saxophone baryton
- Tim Sanders : saxophone ténor
- Terry Edwards: saxophone ténor
- Roddy Lorimer : trompette, bugle
- Neil Sidwell : trombone
- Tim Jones : cor d'harmonie
- The Balanescu Quartet (Alexander Balanescu, Clare Connors, Kathy Burgess, violons ; Sophie Harris : violoncelle)
- London Community Gospel Choir : chorale gospel

## Réception
Il atteint la 4e place des charts britanniques. AllMusic le qualifie de « chef d’œuvre ». Il figure en bonne place dans de nombreux classement de fin d'année dont Q et est 1er pour le NME, 2e pour les magazines Vox (en) et Select (en), 5e pour Melody Maker et The Face 13e pour Uncut et 17e pour The Village Voice.
Il fait partie des 1001 albums qu'il faut avoir écoutés dans sa vie, des 125 meilleurs disques des 25 dernières années pour Spin en 2010 et est classé dans les disques des années 1990 pour Pitchfork en 2003.